# Laudacja
Laudacja (łac. laudare – chwalić) – mowa pochwalna obrazująca zalety danej osoby, stosowana jako mowa okolicznościowa np. podczas pogrzebu (laudatio funebris), z okazji wręczania honorowego tytułu itp. W przypadku przesadnego zachwytu i nadmiaru pochlebstw można mówić o panegiryzmie.